# Arnoldstein
Arnoldstein (słoweń. Podklošter) – gmina targowa w Austrii, w kraju związkowym Karyntia, w powiecie Villach-Land. Liczy 6996 mieszkańców (1 stycznia 2015).